# Starke Tufve
Tufve Jönsson, känd som Starke Tufve, född 1685 i Ausås, Skåne, död 1747 i Duvestubbe, Ödåkra, utanför Helsingborg.
Starke Tufve ägde och drev Duvestubbe gård under första hälften av 1700-talet och blev under sin levnad känd för sin häpnadsväckande styrka och stora hjälpsamhet. Berättelser om hans bravader fördes sedan vidare från generation till generation i Kullabygden.
Den som först insåg det kulturella värdet i sägnerna om Starke Tufve var Gisela Henckel (Trapp). År 1890 lät hon och hennes far, konsul Carl Henckel, uppföra ett gårdsmuseum över Tufve och hans hustru Karna vid Duvestubbe gård, kallad Starke Tufves stuga
Starke Tufve gifte sig första gången 1711 med änkan Pernilla Knutsdotter (1672–1712) på gården Dufvestubbe, och blev vid hennes död året därpå, innehavare till gården. Senare gifte Tufve sig med Karna Nilsdotter (1690–1766), dotter till Nils Trulsson (1658-1737), som räknas som anfader till Kullasläkten, och deras gren från denna släkt kallas Duvestubbegrenen och är en av de äldsta släkterna på Kullabygden.